# The Sinking City 2
The Sinking City 2 es un juego de terror y supervivencia desarrollado por Frogwares inspirado en las obras del autor de ficción de terror HP Lovecraft.  Es una secuela de The Sinking City y la historia se desarrolla en la ciudad de Arkham durante la década de 1920. Se lanzará para Microsoft Windows, PlayStation 5 y Xbox Series X/S en 2025.

## Jugabilidad
The Sinking City 2 es un juego de terror y supervivencia de mundo semiabierto centrado en el combate, la exploración y el aumento de las aguas del suelo que alteran las ubicaciones a medida que avanza el juego. El juego contará con un sistema de inventario y permitirá recolectar recursos, además de poder usar armas de fuego y armas cuerpo a cuerpo contra los enemigos.     También cuenta con un sistema de investigación opcional que brindará beneficios y permitirá resolver acertijos que concederá opciones alternativas que revelarán tradiciones y desbloquearán secretos.    

## Sinopsis

### Configuración
The Sinking City 2 tiene lugar en la ciudad de Arkham en la década de 1920, la cual se vio afectada por una inundación sobrenatural. El juego tendrá una historia independiente de su secuela anterior.    

## Lanzamiento
Se anunció en marzo de 2024,     y se lanzará una campaña de Kickstarter para ayudar a financiar el juego y sus funciones adicionales.     El CEO Wael Amr explicó: "Desde los cortes de energía a causa de que nuestra infraestructura eléctrica fue atacada durante meses hasta la necesidad de que los miembros del equipo se reubiquen en muy poco tiempo, esta red de seguridad financiera resultó invaluable para nosotros. Por lo tanto, debemos hacer lo mismo ahora con The Sinking City 2, ya que este juego es mucho más grande y complejo.  